# Granat MDF-1
MDF-5 – francuski uniwersalny granat mogący pełnić rolę granatu obronnego (z tuleją odłamkową) lub zaczepnego (bez tulei). Granat jest wyposażony w wydrążony, metalowy trzonek. Dzięki niemu zwiększono zasięg rzutu, a granat może być także używany jako granat nasadkowy.